# North Newton (Kansas)
North Newton es una ciudad ubicada en el condado de Harvey en el estado estadounidense de Kansas. En el año 2010 tenía una población de 1759 habitantes y una densidad poblacional de 799,55 personas por km².

## Geografía
North Newton se encuentra ubicada en las coordenadas 38°4′26″N 97°20′47″O / 38.07389, -97.34639 (38.073865, -97.346355).

## Demografía
Según la Oficina del Censo en 2000 los ingresos medios por hogar en la localidad eran de $36,974 y los ingresos medios por familia eran $52,500. Los hombres tenían unos ingresos medios de $40,769 frente a los $23,056 para las mujeres. La renta per cápita para la localidad era de $18,869. Alrededor del 6.8% de la población estaban por debajo del umbral de pobreza.